# Bahr al-Dschabal (Fluss)
Bahr al-Dschabal (arabisch بحر الجبل, DMG baḥr al-ǧabal ‚Bergfluss‘, auch Bahr al-Jabal) ist ein Abschnitt des Nils im Südsudan.

## Verlauf

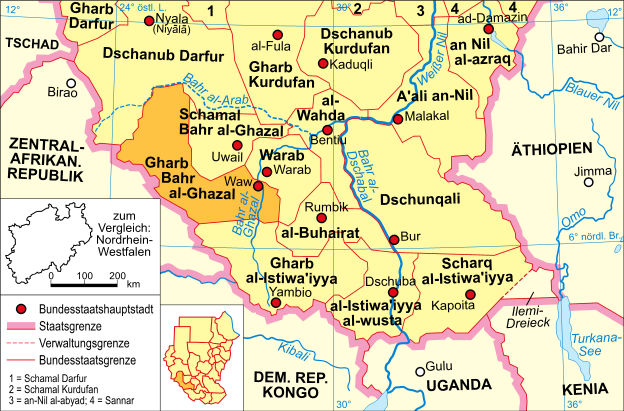

Sobald der Albert-Nil aus Uganda kommend nordwärts die Grenze zum Südsudan passiert hat, wird er zum Bahr al-Dschabal. Bei der Stadt Bur fließt er in das große Sumpfgebiet des Sudd ein, wo 53 Prozent des Wassers verdunsten. Nach Verlassen des Sudd trifft der Bahr al-Dschabal mit dem Fluss Bahr al-Ghazal im No-See zusammen und wird ab da als Weißer Nil bezeichnet, der nun ostwärts weiterfließt.

## Hydrometrie
Die Durchflussmenge des Flusses wurde 78 Jahre lang (1905–1983) am Pegel Mongalla in m³/s gemessen.

## Schifffahrt
Dieser Abschnitt des Nils bildet die wichtigste Verkehrsverbindung zwischen Juba und Malakal und ist ganzjährig schiffbar. Ein Problem für die Schifffahrt sind treibende Schilfgürtel und Wasserhyazinthen.